# Nesticus libo
Nesticus libo är en spindelart som beskrevs av Chen och Zhu 2005. Nesticus libo ingår i släktet Nesticus och familjen grottspindlar. Inga underarter finns listade i Catalogue of Life.